# Nimfa que es pentina

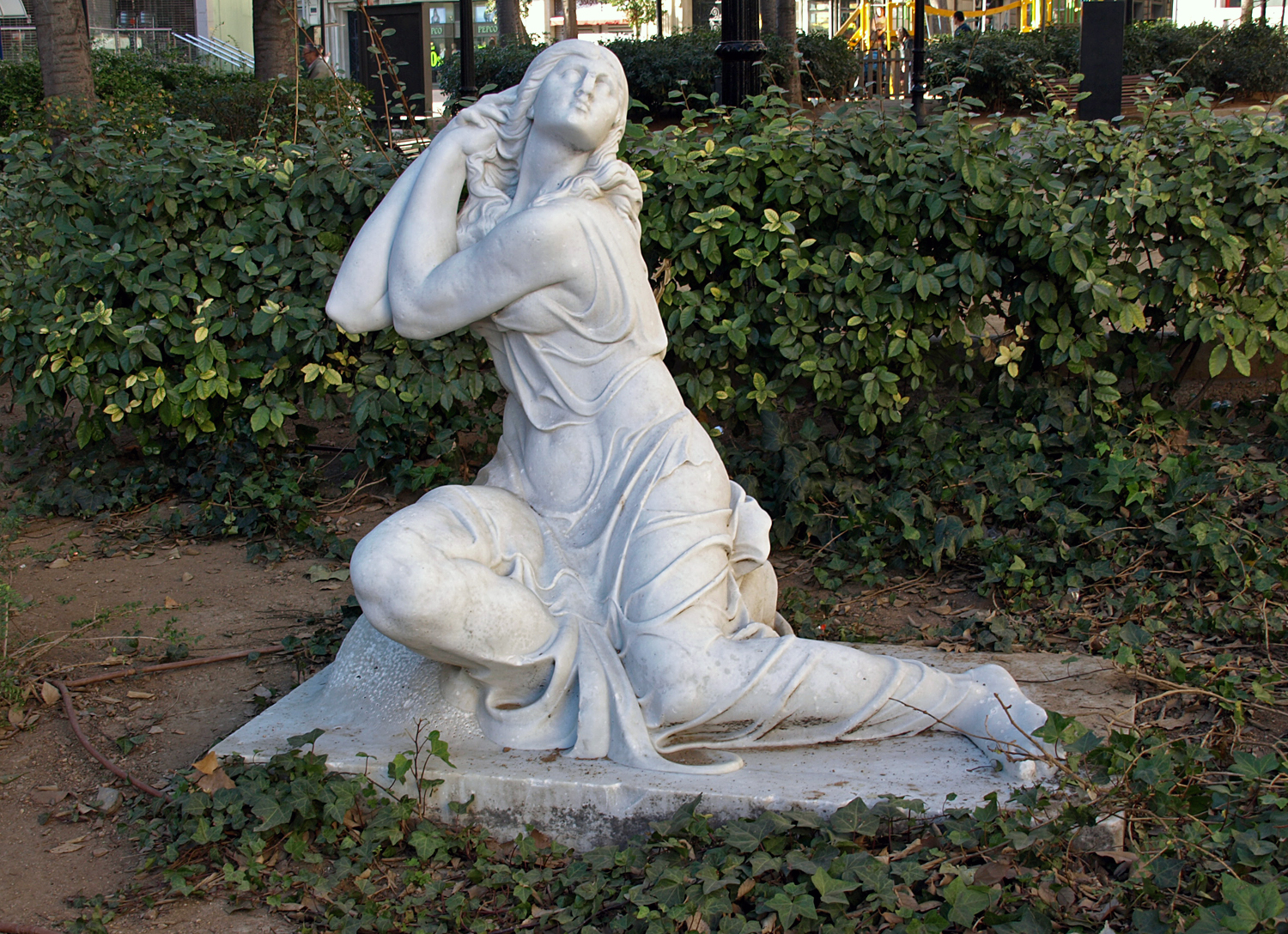
Nimfa que es pentina, en la plaza Joaquim Folguera.

Nimfa que es pentina (literalmente, 'Ninfa que se peina') popularmente conocida como El Retortijo, es una escultura del artista catalán Joan Borrell i Nicolau de 1929. Está situada en la plaza Joaquim Folguera, junto a la calle Balmes de Barcelona, España. Inicialmente, formaba parte del conjunto de la fuente de la Aurora, obra de Borrell situada en los Jardinets de Gràcia.
A lo largo de los años, la obra ha sido reubicada varias veces por distintos motivos. Inicialmente, Joan Borrell i Nicolau la creó en 1929 con la intención de situarla en el paseo de Gracia al lado de otras obras, sin embargo, después de la guerra el conjunto histórico se dispersó y la obra de Borrell i Nicolau fue trasladada a los jardines del Turó Park, en el barrio de Pedralbes donde permaneció hasta 1968, cuando se decidió trasladarla a la nueva plaza Joaquim Folguera del barrio de San Gervasio después de la remodelación y enjardinamiento de la misma.
La obra está realizada con mármol blanco y representa una mujer vestida con una túnica clásica peinándose en el suelo.